# Powder River (miejscowość)
Powder River – jednostka osadnicza w Stanach Zjednoczonych, w stanie Wyoming, w hrabstwie Natrona.